# Якщо завтра війна
«Якщо завтра війна» (рос. Если завтра война) — пропагандистський військовий художній фільм кіностудії «Мосфільм». Вийшов на екрани в 1938 році. Сталінська премія II ступеня (1941).

## Сюжет
Фільм про готовність Червоної Армії дати відсіч ворогу. В основі фільму — пропаганда війни «малою кров'ю на чужій території». Широко використовуються документальні кадри, зняті під час військових маневрів. Фільм високо оцінив нарком оборони СРСР маршал К.Є. Ворошилов.

## Знімальна група
- Автори сценарного плану — Юхим Дзиган, Михайло Свєтлов і Георгій Березко
- Режисери: Юхим Дзиган, Георгій Березко («Мосфільм»), Лазар Анці-Половський («Лентехфільм»), Микола Кармазинський («Союзкінохроніка»)
- Оператор — Євген Єфімов
- Художник — М. Тіунов
- Монтажер — В. Абдіркіна
- Композитори — Дмитро Покрасс і Данило Покрасс
- Автор текстів пісень — Василь Лебедєв-Кумач
- Звукооператор — В. Лещев
- Звукооформленіе — Є. Кашкевич
- Директор бригади — Е.Сергеєв

## У ролях
- Інна Федорова — дружина командира
- Всеволод Санаєв — десантник (у титрах не вказаний)